# Trolltjärnen (Los socken, Hälsingland)
Trolltjärnen är en sjö i Ljusdals kommun i Hälsingland och ingår i Ljusnans huvudavrinningsområde.